# Џ
Џ (Kleinbuchstabe џ) ist ein Buchstabe des kyrillischen Alphabets. Er kommt heute nur als neunundzwanzigster Buchstabe des serbischen Alphabets und im mazedonischen Alphabet vor. 
Er entspricht dort der lateinischen Ligatur ǅ. Die Aussprache ist /d͡ʒ/.
Er trat auch im rumänisch-kyrillischen Alphabet auf. 

## Zeichenkodierung
| Standard  | Standard    | Majuskel Џ                   | Minuskel џ                 |
| --------- | ----------- | ---------------------------- | -------------------------- |
| Unicode   | Codepoint   | U+040F                       | U+045F                     |
| Unicode   | Name        | CYRILLIC CAPITAL LETTER DZHE | CYRILLIC SMALL LETTER DZHE |
| UTF-8     | UTF-8       | D0 8F                        | D1 9F                      |
| XML/XHTML | dezimal     | &#1039;                      | &#1119;                    |
| XML/XHTML | hexadezimal | &#x040F;                     | &#x045F;                   |